# 北条まどか
北条 まどか（ほうじょう まどか）は、長野県上田市を走る上田電鉄別所線の存続支援運動のキャラクターである。北条は別所線が走る塩田平の文化を醸成した北条氏の子孫という設定に、まどかは丸窓電車を円窓電車とも表記していたから「円」の訓読みに由来する。元々は上田市職員の有志グループが執筆した小説『別所線きっず！ものがたり』に登場するキャラクターであった。

## 歴史
2005年（平成17年）12月2日、上田市アイプロジェクト（同市職員有志グループ）により別所線存続の支援の輪を広げる目的で小説『別所線きっず！ものがたり』が公開された。2006年（平成18年）5月12日には作曲家の桐原冬夜により、Web絵本版が公開された。2011年（平成23年）、上田市在住の漫画家・イラストレーターの宙花こよりによって「別所線きっず！ものがたり」の登場人物の1人だった北条まどかの6年後の姿がデザインされ、「特技は魔法」などの詳細設定が追加された上で、9月26日に別所線存続支援キャラクター「北条まどか」として新たに公開された。
2012年（平成24年）7月1日からは北条まどかのキャラクターボイスに上田市出身の真田アサミを起用し、8月11日から上田駅構内アナウンスを北条まどかが務める。同年12月、北条まどかのイメージガールに同市出身の林恵理を起用した。
2013年（平成25年）、長野県内の私鉄初の企画として、アルピコ交通上高地線の鉄道キャラクターである渕東なぎさとのコラボ缶バッジ（第1弾）が製作された。
2015年（平成27年）12月に北条まどか誕生10周年を記念し、記念切符の発売や記念イベントが開催された。

## その他
- 鉄道むすめ - ゲストキャラクターとしてコラボレーション商品が登場した[8]。鉄道むすめには別所線の別所温泉駅駅長という設定のキャラクター「八木沢まい」もいる。